# Eldo Yoshimizu

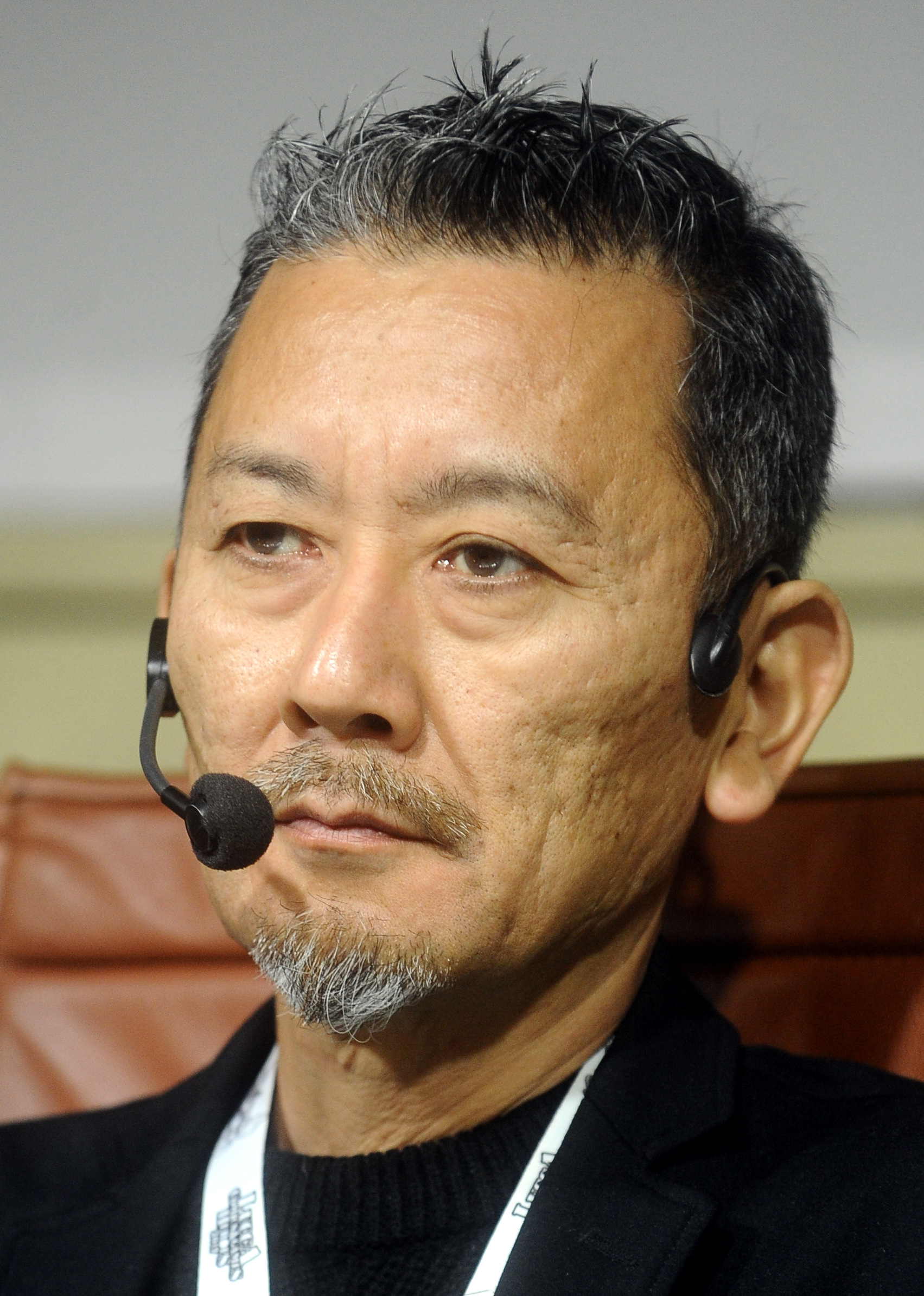
Eldo Yoshimizu a Lucca Comics & Games 2017

Eldo Yoshimizu (エルド吉水 ?, Yoshimizu Eldo; Tokyo, 16 maggio 1965) è un artista, scultore e fumettista giapponese conosciuto soprattutto per aver scritto e disegnato il manga indipendente Ryuko, pubblicato in Francia da Lézard Noir, in Inglese da Titan Books e in Italia da BAO Publishing.